# Джеррен Ніксон
Джеррен Кендалл Ніксон (англ. Jerren Kendall Nixon; нар. 25 червня 1973, Морвант, Тринідад і Тобаго) — тринідадський футболіст, нападник.

## Клубна кар'єра
Починав свою кар'єру в нижчих трінидадських дивізіонах.
В 1993 році був помічений головним тренером шотландського «Данді Юнайтед» Іваном Голацем. Незабаром Ніксон перейшов в команду. Разом з нею він ставав володарем Кубка Шотландії.
З 1995 по 2003 рік нападник провів у Швейцарії. Там тринідадець виступав за «Цюрих», «Івердон» і «Санкт-Галлен».
У 2003 році, незважаючи на пропозиції з США, Джеррен Ніксон повернувся на батьківщину в клуб «Норс Іст Старз». У ньому він завершив свою кар'єру футболіста.

## Збірна
За збірну Тринідаду і Тобаго Ніксон провів 38 матчів і забив 11 м'ячів. У 2000 році разом з нею він ставав бронзовим призером на Золотому Кубку КОНКАКАФ.

## Досягнення

### Клубні
- Володар Кубка Шотландії (1): 1993/94
- Чемпіон Тринідаду і Тобаго (1): 2004

### Особисті
- Найкращий бомбардир чемпіонату Тринідаду і Тобаго (1): 2004

### Міжнародні
- Переможець Карибського кубка (2): 1996, 1997
- Бронзовий призер Золотого Кубка КОНКАКАФ (1): 2000.